# Hannelore Weygand
Pour les articles homonymes, voir Weygand.
Hannelore Weygand (née le 30 octobre 1924 et morte le 18 décembre 2017)  est une cavalière allemande de dressage.
Aux Jeux olympiques d'été de 1956 à Stockholm, elle remporte la médaille d'argent avec l'équipe d'Allemagne composée aussi de Liselott Linsenhoff et d'Anneliese Küppers.

## Source de la traduction
- (en) Cet article est partiellement ou en totalité issu de l’article de Wikipédia en anglais intitulé « Hannelore Weygand » (voir la liste des auteurs).